# Peter Quennell
Sir Peter Courtney Quennell, né le 9 mars 1905 à Bickley dans le Kent et mort le 27 octobre 1993, est un biographe, historien de la littérature, journaliste, essayiste, poète et critique anglais.

## Biographie
Il est le fils de l'architecte C. H. B. Quennell (1872-1935) et de son épouse Marjorie Quennell, née Courtney (1884-1972), illustratrice, historienne, puis conservatrice. Il suit ses études à la Berkhamsted School, puis au Balliol College (Oxford).  Alors qu'il suivait encore ses études secondaires, certains de ses poèmes sont choisis par Richard Hughes pour son anthologie Public School Verse, ce qui attira l'attention d'écrivains comme Edith Sitwell.
En 1922, il publie son premier livre, Masques and Poems, qui est suivi d'une quantité d'autres, en particulier Four Portraits de 1945 (études de Boswell, Gibbon, Sterne et Wilkes), des livres sur Londres et des travaux sur Baudelaire (1929), Byron (1934-1935), Pope (1949), Ruskin (1949), Hogarth (1955), Shakespeare (1963), Proust (1971) et Samuel Johnson (1972).
Il travailla d'abord comme journaliste à Londres. en 1930, il enseigna à l'université de Tokyo. De 1944 à 1951, il est rédacteur en chef du Cornhill Magazine et de 1951 à 1979 rédacteur-fondateur de History Today.
Quennell publia deux volumes de son autobiographie, The Marble Foot (1976) et Wanton Chase (1980). 
Il fut nommé Commandeur  de l'Order of the British Empire (CBE), et titré chevalier en 1992.
Il se maria cinq fois, et eut deux enfants, Sarah de son troisième mariage, et Alexander de son cinquième mariage. Il mourut à Londres.
La députée Joan Quennell est sa cousine germaine (fille du frère de son père, Walter),.

## Publications
- Masques & Poems (1922)
- Oxford Poetry (1924) éd. avec Harold Acton
- Poems (1926)
- Inscription on a Fountainhead (1929), poetry pamphlet
- Baudelaire And The Symbolists: Five Essays (1929)
- Memoirs of the Comte de Gramont (1930) avec Anthony Hamilton
- The Phoenix Kind (1931), roman
- A Superficial Journey Through Tokyo and Peking (1932), journal de voyage
- A Letter to Mrs. Virginia Woolf (Hogarth Press 1932)
- Aspects of Seventeenth Century Verse (1933), éd.
- Byron (1935)
- Somerset (1936), Shell Guide avec C. H. B. Quennell
- The Private Letters of Princess Lieven to Prince Metternich 1820–1826 (1937), éd.
- Victorian Panorama: a survey of life & fashion from contemporary photographs (1937)
- Sympathy (1938), nouvelles
- To Lord Byron: Feminine Profiles – based upon unpublished letters 1807–1824 (1939) avec George Paston
- Caroline of England: An Augustan Portrait (1940)
- Brown the Bear: Who scared the villagers out of their wits (vers 1940), trad. Katharine Busvine
- Byron In Italy (1941)
- Byron: the Years of Fame (1943)
- Four Portraits: Studies of the Eighteenth Century – James Boswell, Edward Gibbon, Laurence Sterne, John Wilkes (1945)
- Time Exposure (1946) avec Cecil Beaton
- John Ruskin, The Portrait of a Prophet (1949)
- The Pleasures Of Pope (1949)
- Mayhew's London (1949)
- My Heart Laid Bare and Other Prose Writings by Charles Baudelaire (1950), éd., trad. Norman Cameron
- Byron: A Self-Portrait – Letters and Diaries 1798–1824 (2 vol.) (1950), éd.
- London's Underworld by Henry Mayhew (1951), éd.
- Mayhew's Characters (1951)
- The Singular Preference (1952)
- Spring In Sicily (1952), livre de voyage
- Selected writings of John Ruskin (1952), éd.
- Diversions of History (1954)
- Hogarth's Progress (1955)
- Selected Verse and Prose Works Including Letters and Extracts from Lord Byron's Journal and Diaries, 1959
- The Past We Share. An Illustrated History of the British and American Peoples (1960), avec Alan Hodge
- The Sign of the Fish (1960)
- Byronic Thoughts: Maxims Reflections Portraits From the Prose and Verse of Lord Byron (1961)
- Selected Essays of Henry de Montherlant (1961), éd., trad. de John Weightman
- The Prodigal Rake – Memoirs of William Hickey (1962), éd.
- Edward Lear in Southern Italy: Journals of a Landscape Painter in southern Calabria and the Kingdom of Naples (1964), introduction
- Alexander Pope: The education of genius 1688–1728 (1968)
- Henry de Montherlant, avec le traducteur Terence Kilmartin
- The Girls, A Tetraology of Novels : The Girls, Pity for Women, The Hippograf & The Lepers
- The Colosseum – a History of Rome from the Time of Nero (1971)
- Shakespeare, a biography (1963)
- The Journal of Thomas Moore (1964) éd.
- Who's Who in Shakespeare (1971)
- Casanova in London (1971), essais
- Marcel Proust, 1871–1922 – A Centennial Volume (1971)
- Samuel Johnson – his friends and enemies (1973)
- Romantic England Writing And Painting 1717–1851 (1970)
- A History of English Literature (1973)
- The Marble Foot: An Autobiography, 1905–1938 (1977)
- The Day Before Yesterday (1978)
- Vladimir Nabokov, a Tribute (1979) éd.
- Customs and characters: Contemporary portraits (1982)
- Wanton Chase: An Autobiography from 1939 (1980)
- Genius in the Drawing Room (UK)/Affairs of the Mind: the Salon in Europe and America (1980), éd.
- A Lonely Business: A Self-Portrait of James Pope-Hennessy (1981) éd.
- The Selected Essays of Cyril Connolly (1984) éd.
- The Last Edwardians: An Illustrated History of Violet Trefusis and Alice Keppel (1985) avec John Phillips et Lorna Sage
- An Illustrated Companion to World Literature (1986) éd., original Tore Zetterholm
- The Pursuit of Happiness (1988)